# Kopalnia Węgla Kamiennego Karol
Kopalnia Węgla Kamiennego Karol (pierwotnie niem. Gotthardschacht, w latach 1922—1935 oraz 1939—1945
Gotthard, w latach 1935—1936 Gotard) – kopalnia węgla kamiennego w Rudzie Śląskiej-Orzegowie, założona w 1873 roku, w 1970 roku połączona z kopalnią Szombierki, a następnie zlikwidowana.

## Historia

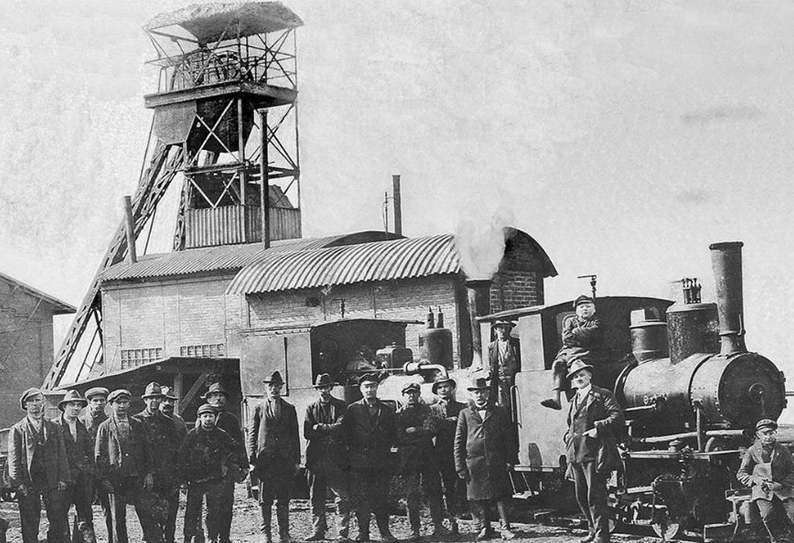
Wieża wyciągowa szybu Wiejskiego kopalni Gotthard w 1929 roku

Kopalnia została założona w 1873 roku, była położona w Orzegowie. W latach 1873–1877 powstawała nowa kopalnia i szyb Gotthard (w 1936 roku formalnie zmieniono jego nazwę na Pułaski) zgłębiony do 303 m (później przemianowany na Jurand), a w 1878 roku zgłębiono szyb Kynast (później przemianowany na szyb Krzysztof). W późniejszym czasie powstał szyb Stollberg (przemianowany na Sobiesław), który pogłębiono w 1908 roku i około 1970 roku. Działał także szyb Georg (przemianowany w 1936 roku na Jerzy). Kopalnia dysponowała własną elektrownią, tartakiem i cegielnią. Wydobycie prowadzono pod osiedlowymi zabudowaniami mieszkalnymi z wykorzystaniem podsadzki płynnej. 
Zakład był częścią skonsolidowanej kopalni Paulus-Hohenzollern, a wcześniej należał do kopalni Paulus, którą założono w 1882 roku z połączenia kilku pól górniczych i kopalń, obejmowała ona także kopalnię Hohenzollern w Szombierkach. 18 lipca 1898 roku w polu Gotthard kopalni Paulus-Hohenzollern doszło do katastrofy. Klatka szybowa z załogą na skutek zepsutych łapaczy runęła na dno szybu Jurand, zginęło 25 górników, przeżył tylko jeden. Ofiary wypadku zostały pochowane na starym cmentarzu w Orzegowie.
Od 1922 roku zakład należał do Towarzystwa Akcyjnego Godulla (niem. Godulla, Aktien-Gesselshaft) założonego 19 stycznia 1922 roku, z siedzibą w Chebziu, spółki filialnej koncernu Schaffgotschów, części koncernu Robur oraz Górnośląskiego Towarzystwa Akcyjnego dla Przemysłu Drzewnego. Kopalnia Gotthard składała się z trzech podwójnych szybów i była częścią kopalni Graf Schaffgotsch, do której należały pola szybowe Gotthard i Godulla (szyb Godula w Chebziu).
13 lutego 1932 roku około godziny 15 doszło do zapłonu i wybuchu pyłu węglowego w pokładzie Pochhammer – ogień i dym uchodził szybem Sobiesław, nikt nie zginął. Od 1 października 1936 roku kopalnia nosiła nazwę Karol (Zarząd Spółki Akcyjnej Godula uchwałą z dnia 29 sierpnia 1936 roku formalnie zmienił nazwę kopalni z Gotard na Pułaski). 31 sierpnia oddział Freikorpsu zaatakował kopalnię, polscy górnicy stanęli w obronie zakładu, sztygar zmianowy Antoni Szulc zdjął z wieży szybowej hitlerowską flagę podczas ostrzału.
1 lutego 1945 roku kopalnia została zajęta przez Armię Radziecką; następnie władze polskie przejęły kopalnię. Od 1945 do 1957 roku zakład należał do Rudzkiego Zjednoczenia Przemysłu Węglowego, a od 1 kwietnia 1957 wszedł w skład Bytomskiego Zjednoczenia Przemysłu Węglowego. 4 grudnia 1948 kopalnia jako pierwsza w przemyśle węglowym wykonała plan trzyletni i tegoż dnia została odznaczona Orderem Sztandaru Pracy II klasy. W 1949 roku zakład zwiedzili Bolesław Bierut i Józef Cyrankiewicz. W 1950 oraz 1956 roku rozpoczęto budowy nowych poziomów wydobywczych.
Była to najmniejsza kopalnia Bytomskiego Zjednoczenia Przemysłu Węglowego, wydobycie wyniosło 806 226 t w 1938 roku, a w 1965 roku – 651 349 t. 1 stycznia 1970 roku Kopalnia Karol została połączona z bytomską kopalnią Szombierki z którą miała być połączona podziemnym przekopem.
W pobliżu kopalni w Orzegowie, na potrzeby zużytkowania drobnego węgla tłustego właściciel zakładu wzniósł koksownię Gotthardschacht na podstawie umowy z firmą Oberschlesische Kokswerke und Chemische Fabrik A.G. z 19 czerwca 1900 roku; zarządzało nią przedsiębiorstwo Gräflich Schaffgotsch’sche Werke (Gotthard); w latach 20. XX wieku należała do spółki Oberschlesische Kokswerke und Chemische Fabrik A.G. z siedzibą w Berlinie oraz do Towarzystwa Akcyjnego Godulla. Na skutek wyczerpywania się złóż węgla, podjęto eksploatację w filarze ochronnym tejże koksowni nazwanej później Orzegów.
Budynek maszyny parowej szybu Jurand z końca XIX wieku został wpisany 12 grudnia 1969 roku do rejestru zabytków nieruchomych województwa śląskiego, nr rejestru 1095/69.

## Zaplecze socjalne
Do kopalni należały następujące obiekty:
- hala sportowa przy ul. Bytomskiej 13 w Rudzie Śląskiej-Orzegowie, wzniesiono ją w 1966 roku[25]
- kopalniany dom kultury[26] przy skrzyżowaniu ulic Bytomskiej i Grunwaldzkiej w Rudzie Śląskiej (początkowo świetlica, założona w 1946 roku[17], budynek nieistniejący)[27], działało w nim kilka zespołów artystycznych[26]
- dom wypoczynkowy w Bystrej[26]

Zakład utrzymywał 265 budynków mieszkalnych, wzniósł 8 takich obiektów i 5 domów jednorodzinnych, wybudował żłobek, przedszkole i założył ogródki działkowe. Kopalnia ponadto założyła oświetlenie jarzeniowe wzdłuż głównych ulic Orzegowa.

## Galeria

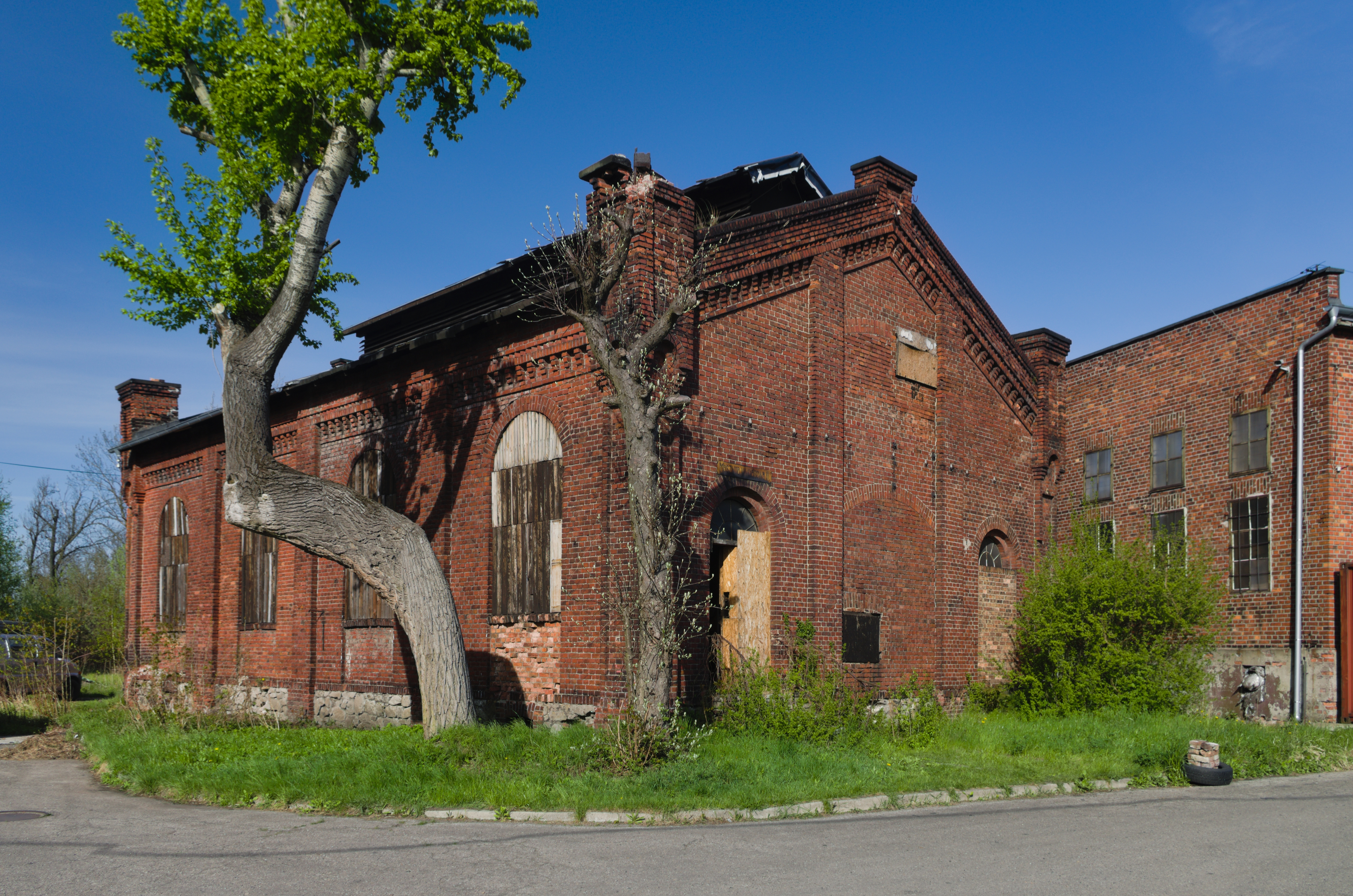
Zabytkowy budynek maszyny wyciągowej II szybu Jurand (2021)
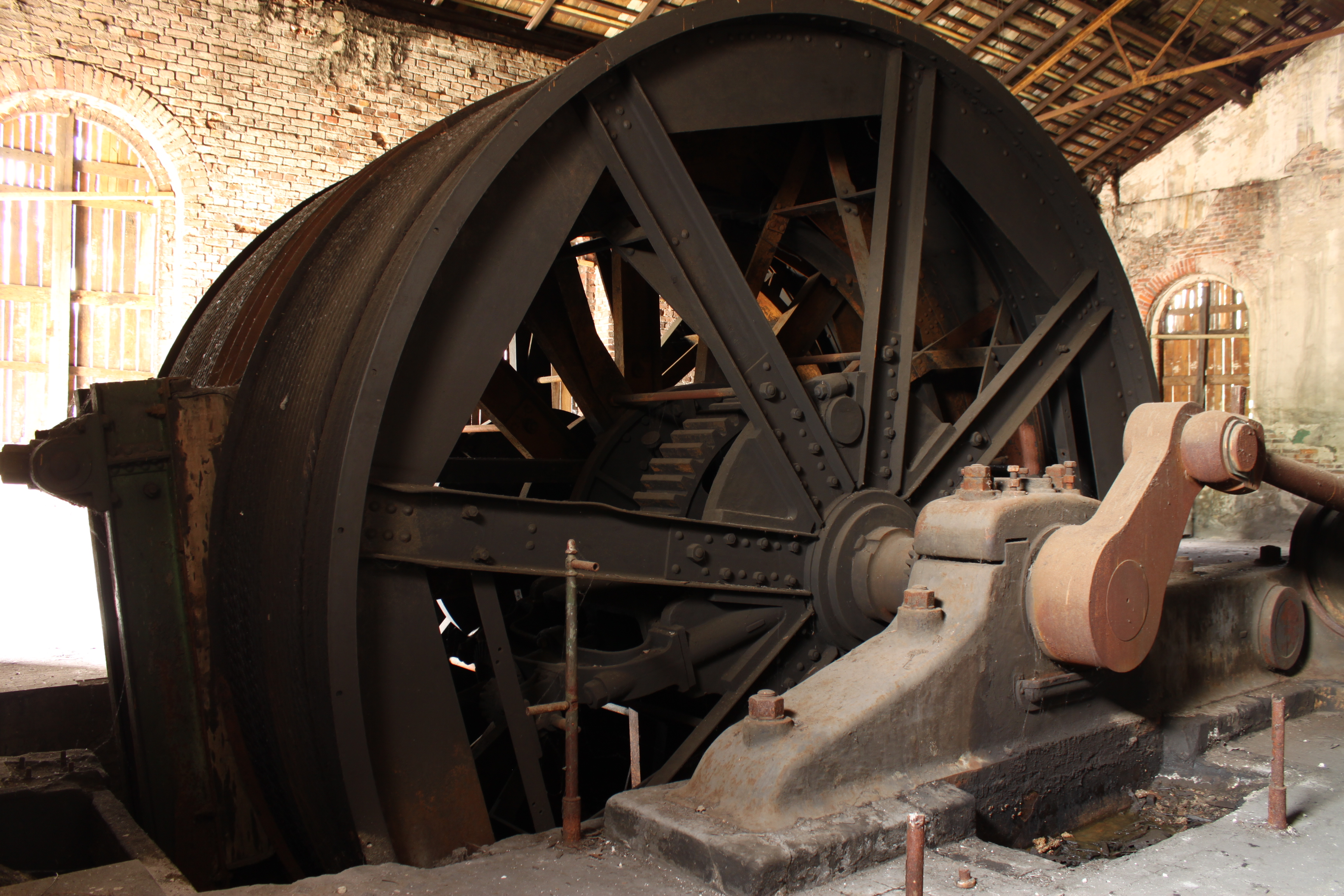
Wnętrze zabytkowego budynku maszyny wyciągowej szybu Jurand, bęben (2011)
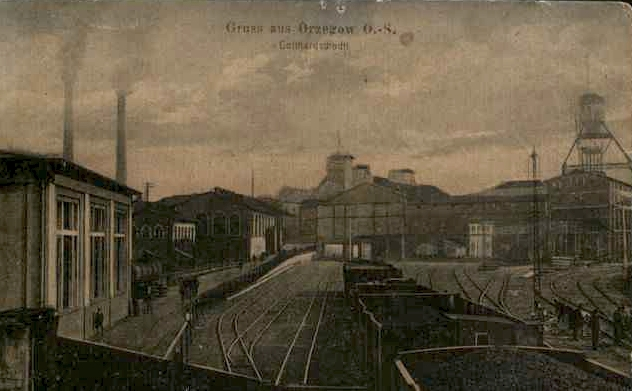
Kopalnia Gotthard, po prawej wieża wyciągowa szybu Stollberg, pocztówka
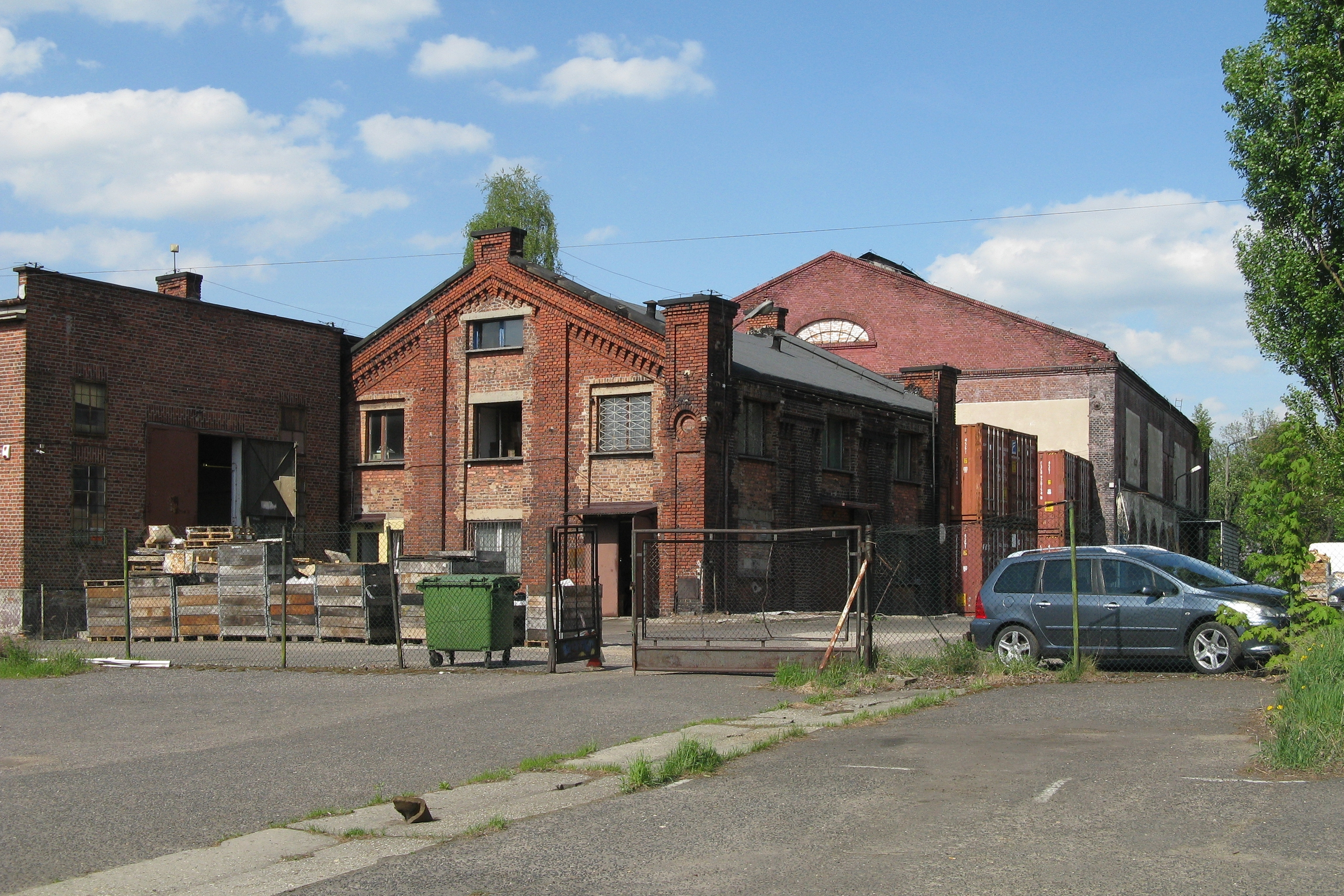
Pozostałości zabudowań kopalni Karol w rejonie zakładu głównego (2018)
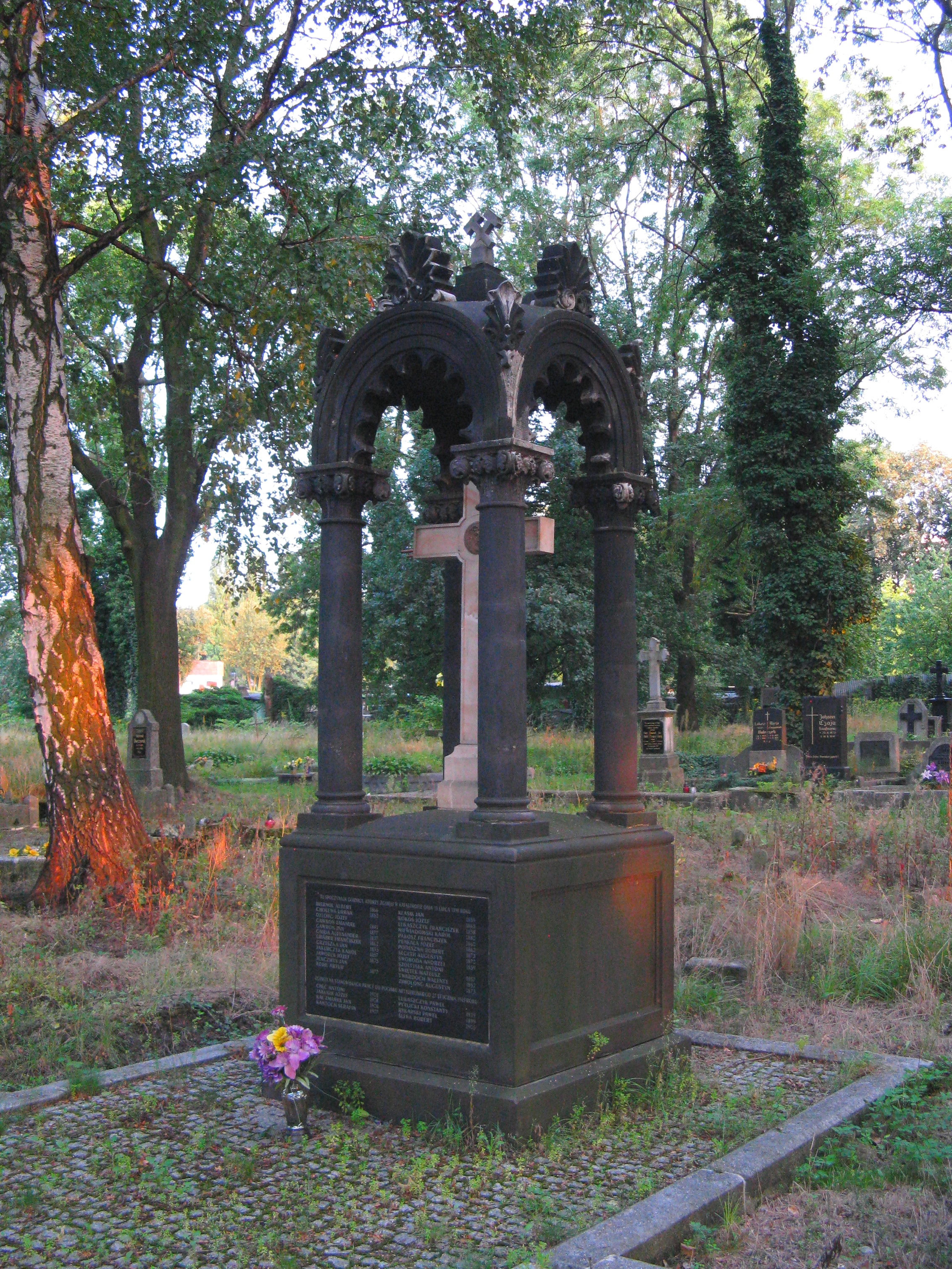
Nagrobek 25 górników–ofiar katastrofy z 1898 roku oraz 8 mężczyzn, którzy zginęli podczas pracy od pocisku artyleryjskiego w 1945 roku, stary cmentarz parafialny w Orzegowie (2018)